# Crisis mapping

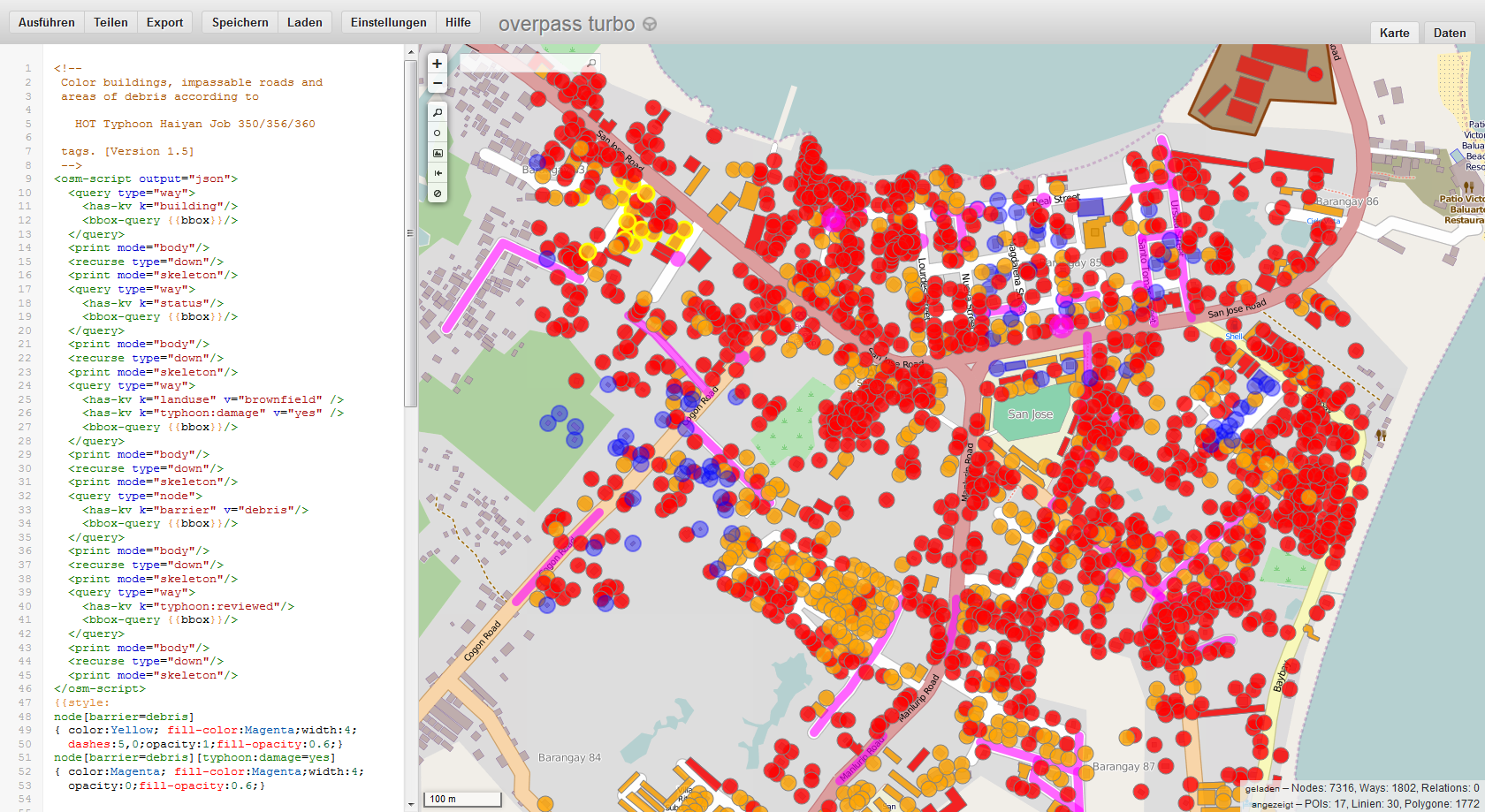
Darstellung der von Taifun Haiyan betroffenen Gebäude. (Gebäudezustand: orange = beschädigt, rot = zerstört, blau = anderer Zustand/unbeschädigt) Datenmaterial: OpenStreetMap. Stand: 3. Dezember 2013

Als Crisis mapping oder auch Disaster mapping bezeichnet man die Sammlung, Analyse und Darstellung von Daten während und nach Ereignissen wie einer (Natur-) Katastrophe oder einem sozialen oder politischen Konflikt. Eine wesentliche Aufgabe besteht darin, Landkarten von der betroffenen Region in möglichst kurzer Zeit (der Öffentlichkeit) bereitzustellen.

## Grundgedanke
Nach einer Katastrophe benötigen Helfer und Hilfsorganisationen vor allem brauchbares Kartenmaterial der betroffenen Region, um humanitäre Hilfe leisten zu können und sich vor Ort zurechtzufinden, da die Mitarbeiter meistens nicht aus der Gegend stammen, sondern weltweit agieren. Ereignet sich eine Katastrophe in einem Raum mit Stabilisierungsbedarf, so existieren oft nur einfache Karten, auf denen wichtige Elemente wie die technische Infrastruktur, Wohngebiete und topographische Landformen fehlen oder ungenau kartographiert wurden. Aus politischen Gründen kann es sogar vorkommen, dass öffentliche Karten mit Absicht ungenau oder fehlerhaft sind, um eine Orientierung zu erschweren. Öffentlich zugängliches Kartenmaterial, welches per Geodatenmanagement zum Beispiel im Webbrowser von Anbietern wie Google Maps, Yahoo Maps oder Bing Maps abgerufen werden kann, ist häufig nur in wirtschaftlich interessanten Gebieten gut gepflegt und verlässlich; andere Regionen sind oft noch immer kaum mehr als ein Weißer Fleck. 
Existieren hochwertige Karten, so kann es für Nichtregierungsorganisationen sehr aufwändig und zu teuer sein, das Kartenmaterial zu beschaffen. Da eine große Katastrophe oft auch im Brennpunkt der öffentlichen Aufmerksamkeit steht, sind Karten auch für Medienvertreter und die breite Öffentlichkeit interessant, um die Lage vor Ort zu illustrieren oder sich allgemein über die Region zu informieren. Durch die mediale Verarbeitung steigt auch die Spendenbereitschaft, was wiederum den Betroffenen vor Ort zugutekommt.
Existieren ausreichend detaillierte Karten, können in diese verschiedene Zusatzinformationen eingebunden und visualisiert werden. So können beispielsweise beschädigte Gebäude und durch Trümmer versperrte Straßen markiert werden, um den Kräften vor Ort die Navigation zum Beispiel mit einem Navigationssystem oder aktuellen Straßenkarten zu erleichtern. Anhand von Vorher-/Nachhervergleichen lässt sich der Schadensumfang bestimmen, und Hilfskräfte können gezielter zu betroffenen Abschnitten dirigiert werden.
Neben staatlichen Organisationen wie UNOSAT, die sich mit der Kartenerstellung in Krisengebieten befassen und diese dann unter anderem an das Vor-Ort-Einsatz-Koordinierungszentrum (OSOCC) liefern, findet der Gedanke des Crisis mapping zunehmend auch Unterstützung bei Open-Source-Projekten wie OpenStreetMap (OSM). Der Vorteil der Arbeiten bei OSM ist, dass das entstehende Material frei verfügbar ist und weltweit jeder Interessierte einfach daran mitarbeiten kann (Crowdsourcing). Weil viele Mitarbeiter gleichzeitig ihre Arbeit auf ein räumlich sehr begrenztes Gebiet beschränken, können in wenigen Stunden oder Tagen Karten generiert werden, für die ansonsten viel mehr Zeit benötigt werden würde.

## Historie

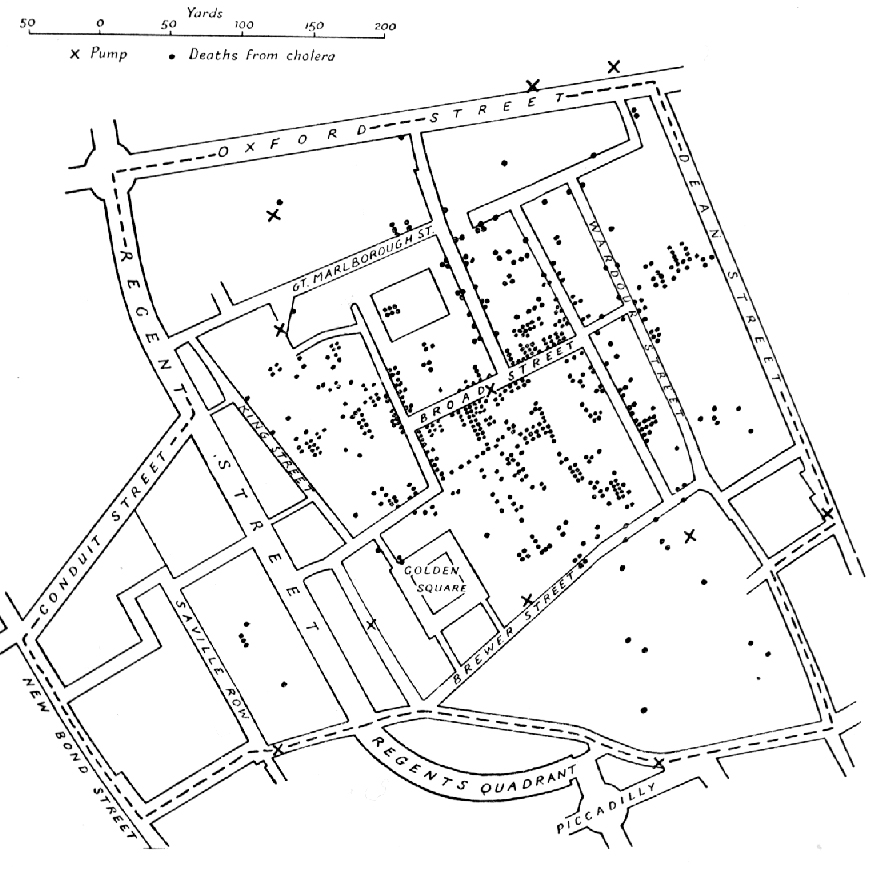
Karte von Dr. John Snow mit den Anhäufungen der Todesfälle bei der Cholera-Epidemie 1854

Zu der ersten dokumentierten Anwendung der räumlichen Analyse eines lokalen Ereignissen mit Hilfe von Crisis mapping dürfte die Karte von John Snow mit den Anhäufungen der Todesfälle bei der Cholera-Epidemie 1854 in London gehören.
Eins der ersten großen Ereignisse, in denen Crisis mapping durch Freiwillige praktiziert wurde, war das Erdbeben in Haiti 2010. Menschen die helfen wollten, begannen damit, die Basisdaten der Infrastruktur vor allem in OSM zu erfassen und in kürzester Zeit wesentlich umfangreichere Karten zu erzeugen, als zuvor vorhanden waren. Seitdem wird Crisis mapping in verschiedenen Formen bei vielen Krisen angewendet, und auch Organisationen wie MapAction, die ansonsten mit eigenen Mitarbeitern vor Ort recherchieren, greifen zunehmend auf das freie Datenmaterial zurück.
Seit 2010 fand Crisis mapping bei Ereignissen wie Libyen (Flüchtlinge), Überschwemmungskatastrophe in Pakistan 2010, dem Erdbeben in Chile 2010, Crowdsourcing und Überwachung der ionisierenden Strahlung nach dem Tōhoku-Erdbeben 2011, Somalia (Flüchtlinge) und dem Tornado Outbreak vom 25. bis 27. April 2011 in den USA statt. Aktuell konzentriert sich das Crisis mapping auf die vom Taifun Haiyan heimgesuchten Philippinen und der Region um Kindu in der Republik Kongo. Zusammen mit dem UNHCR und der REACH Organisation übernahmen freiwillige Helfer Daten der UNICEF und von UNOSAT, die zuerst konvertiert und dann weiter verarbeitet und ergänzt wurden, um eine detaillierte Karte des Lagers für Flüchtlinge des Bürgerkrieg in Syrien in Zaatari (Kartenansicht Flüchtlingslager Zaatari) in Jordanien zu erstellen. Das offene Datenmodell von OSM erlaubt es, beliebige Informationen (in dem Fall zum Beispiel Toiletten, Küchen, Geschäfte usw.) in einer Karte zu vermerken, die dann nur bei entsprechend großem Kartenmaßstab dargestellt werden oder mit speziellen Anzeigeprogrammen.

## Technik
Beim Crisis mapping kommen verschiedene Techniken zum Einsatz, um die Karten zu erstellen. Aufgrund des Umstandes, dass es keine oder nur wenige Personen gibt, die vor Ort Erkundungen durchführen können und eine schnelle Bearbeitung im Vordergrund steht, wird vor allem auf Fernerkundung zurückgegriffen. Eine wesentliche Datenquelle stellen dabei Luftaufnahmen und Satellitenbilder dar. Üblicherweise unterliegen diese Bilder aber hohen Nutzungsgebühren und restriktiven Nutzungsrechten, die sich nicht mit den Creative-Commons-Lizenzen der (freien) Kartendienste vereinbaren lassen. Ausnahme hiervon sind seit 2010 Bing-Luftbilder, die den freien Kartenprojekten OpenStreetMap und OpenSeaMap zum Abdigitalisieren und Erzeugen von Geo-Information zur Verfügung stehen. Diese Bilder bieten aber nur eine beschränkte Auflösung und Detailgenauigkeit und decken auch nicht den gesamten Globus ab, sodass sie sich nur bedingt als Datenquelle eignen. Das Bildmaterial stammt größtenteils aus den Jahren 2001 und 2004 und zeigt somit keine aktuelle Situation. Für die Erstellung von Basiskarten in Krisengebieten wird trotzdem meist auf dieses Bildmaterial zurückgegriffen, zumal Microsoft das OSM Projekt und Crisis mapping unterstützt und teilweise aktuellere Bilder für die betroffenen Gebiete veröffentlicht. Andere Anbieter wie DigitalGlobe ermöglichen zwar teilweise auch den kostenlosen Zugriff auf ihre oft sehr aktuellen und besonders hochauflösenden Bilder einer Krisenregion, schränken aber die Verwertung ein, sodass Kartenmaterial, welches auf Grundlage dieser Bilder erstellt wurde, nicht die Creative-Commons-Lizenz erfüllt. Auf die menschliche Arbeitskraft kann aufgrund des oft schlechten Bildmaterials dabei nicht verzichtet werden, da es teilweise nicht leicht ist zu erkennen, ob es sich zum Beispiel um ein Dach eines Gebäudes handelt oder ein Feld und eine automatisierte Kartierung zu fehleranfällig ist.
Für das Crisis mapping für OSM wird keine besondere Ausrüstung benötigt. Jeder Anwender kann sich bei OSM registrieren und eine Karte bearbeiten. Dazu stehen verschiedene Editoren online im Browser als auch als lokal zu installierendes Computerprogramm zur Verfügung. Da es im ersten Moment oft primär darum geht, die Infrastruktur und Gebäude zu kartographieren, sind auch keine tiefgreifenden Kenntnisse eines Kartographen erforderlich. Gelegentlich werden (analog zur LAN-Party) Mapping Partys ausgerichtet, bei denen sich mehrere gleichgesinnte treffen. In einem ersten Schritt können zum Beispiel Wege und Straßen erfasst werden und dann später von erfahreneren Benutzern kategorisiert werden, um zwischen Pfaden, Feld-, Wald-, Zubringerwegen, Straßen verschiedener Ordnung usw. zu unterscheiden. Ebenso werden dann von anderen Kräften weitere Daten wie den Gebäudezustand (eingestürzt, intakt, beschädigt usw.) ergänzt. Diese Daten können dann wieder über spezielle Abfragen visualisiert werden.
Neben dem reinen Kartenmaterial werden aber auch Zusatzinformationen in die Karten eingetragen. So kann vermerkt werden, wo welche Ressourcen wie Trinkwasser, Nahrung und Kraftstoff verfügbar sind oder benötigt werden. Durch einen im Oktober 2013 im Fernsehen ausgestrahlten Werbespot von Google wurde Crisis mapping der breiten Öffentlichkeit bekannt. In dem Film wird über zwei Hochwasserhelfer aus Halle (Saale) berichtet, die mit Hilfe des Kartendienstes von Google eine interaktive öffentlich zugängliche Karte erstellten, über die Hilfe während der Flutkatastrophe 2013 für die Region Halle organisiert werden konnte.
Eine weitere Anwendung ist die Lokalisierung von Opfern mit Hilfe von Mobiltelefonen: entweder durch einen direkten Notruf (ggf. per SMS), einer Textnachricht bei Twitter oder Facebook oder durch Ortung der in ein Netz eingebuchten Geräte. Die ermittelten Standortdaten können dann von weltweit agierenden Helfern in einer Karte zusammengetragen und den Helfern vor Ort zur Verfügung gestellt werden.

## Organisationen

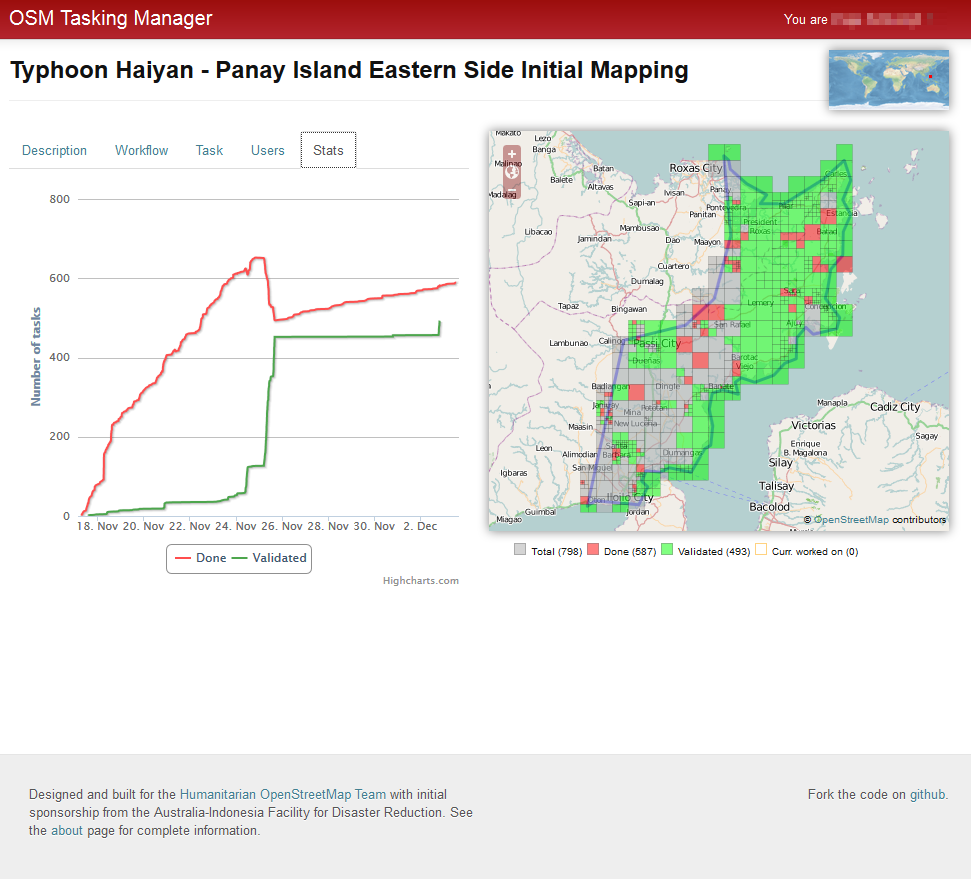
OSM Tasking Manager für das Gebiet Panay Island. Markiert sind die offenen Aufgaben (grau), die als erledigt markierten (rot) und die überprüft und verifizierten (grün). Stand 3. Dezember 2013

Um die Arbeit und Aufgaben zu verteilen und zu organisieren, gibt es verschiedene Organisationen. Diese legen fest, für welche Gebiete Karten benötigt werden und verteilen die Aufgaben. Durch die Aufgabenverteilung wird sichergestellt, dass mehrere Helfer nicht gleichzeitig den gleichen Bereich bearbeiten und das Qualitätsmanagement sichergestellt wird.
Einige Organisationen sind:
- The International Network of Crisis Mappers
- Humanity Road
- Crisis Commons
- Humanitarian OpenStreetMap Team (H.O.T.) Initiative für Nutzung von OpenData und OpenSource für humanitäre Zwecke
- Sahana